# Valiato de Basora
El valiato de Basora (lengua otomana: ولايت بصره‎  , Vilâyet-i Basra) fue una división administrativa de primer nivel (valiato) del Imperio otomano. Históricamente, cubrió un área que se extendía desde Nasiriya y Amara en el norte hasta Kuwait en el sur.  Al sur y al oeste, teóricamente no había ninguna frontera en absoluto, sin embargo, ninguna zona más allá de Catar en el sur y el sanjacado de Néyed en el oeste se incluyeron más tarde en el sistema administrativo.
A principios del siglo XX, según se informa, tenía un área de 16 482 millas cuadradas (42 688,4 km²), mientras que los resultados preliminares del primer censo otomano de 1885 (publicado en 1908) dieron una población de 200 000. La precisión de las cifras de población varía de "aproximada" a "meramente conjetura" según la región de la que se obtuvieron. 
La capital del valiato, Basora, fue un importante centro militar, con una guarnición permanente de 400 a 500 hombres, y fue la base de la Armada Otomana en el golfo Pérsico.  

## Historia

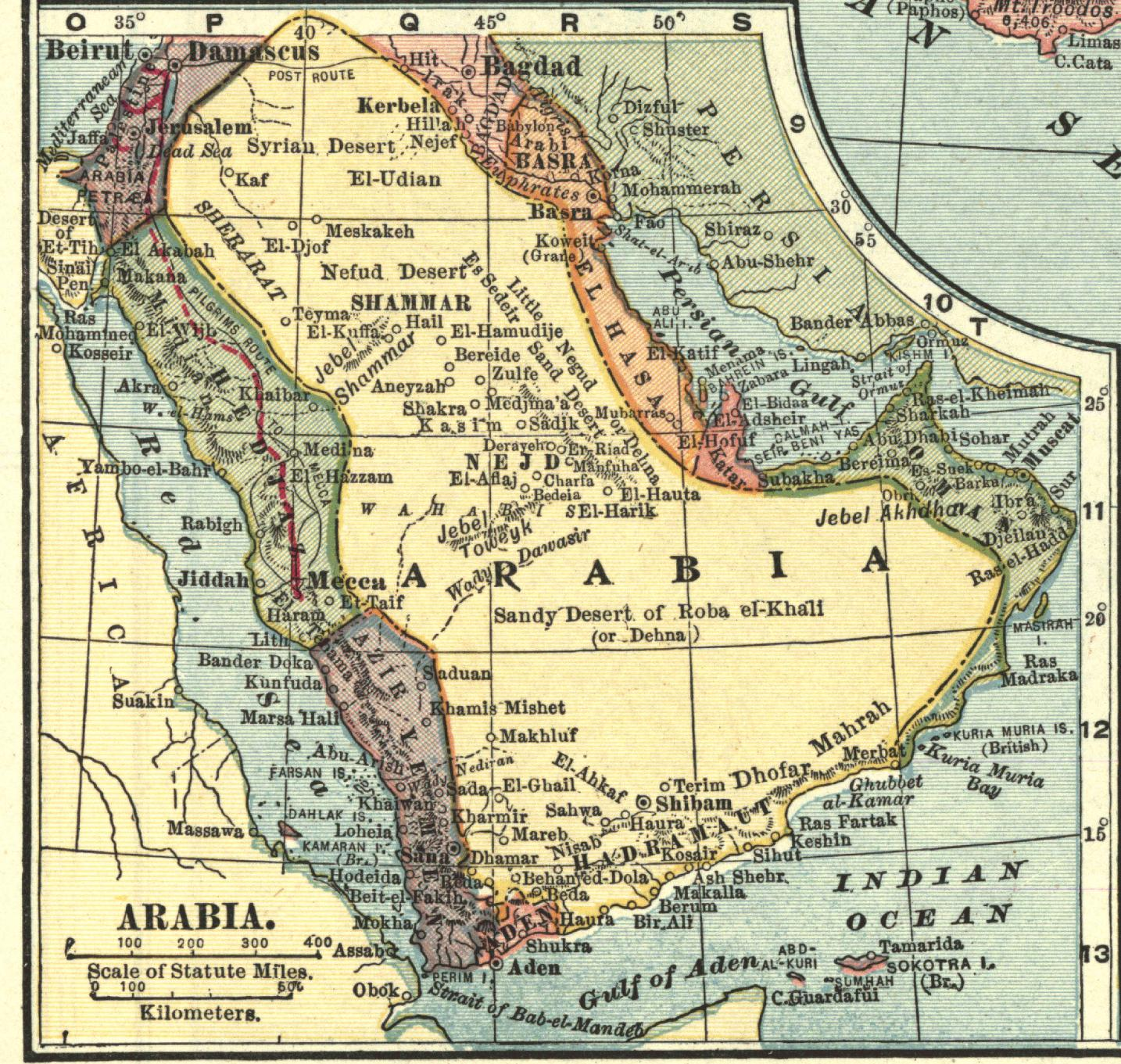
1909 Valiato de Basora

Fue un valiato de 1875 a 1880, y nuevamente después de 1884, cuando fue recreado desde los sanjacados del sur de valiato de Bagdad. 
Después de 1884, el valiato se expandió brevemente por el litoral de golfo para incorporar Néyed y Al-Hasa, incluidos Hofuf, Catar y Qatif, la incorporación de Néyed solo duró hasta 1913 antes del final del valiato de Basora.
En 1899, Shaij Mubárak concluyó un tratado con Reino Unido, estipulando que los británicos protegerían a Kuwait contra cualquier agresión externa, convirtiéndolo de facto en un protectorado británico. A pesar del deseo del gobierno de Kuwait de ser independiente o estar bajo el dominio británico, los británicos coincidieron con el Imperio otomano en definir a Kuwait como una kaza autónoma del Imperio otomano. Esto duraría hasta la Primera Guerra Mundial. 
Basora cayó en manos de los británicos el 22 de noviembre de 1914, y la Fuerza Expedicionaria de Mesopotamia había ocupado casi la totalidad del valiato en julio de 1915.

## Divisiones administrativas
Sanjacados del valiato:
1. Sanjacado de Amara
2. Sanjacado de Basora
3. Sanjacado de Diwanniyya
4. Sanjacado de Muntafiq
5. Sanjacado de Néyed; desde 1875,[8] conquistada por los saudíes en 1913.[3]